# Stereo (Yelawolf)
Stereo: A Hip-Hop Tribute To Classic Rock è il terzo mixtape del rapper statunitense Yelawolf, pubblicato nel 2008.
"Stereo" è la forma abbreviata di "stereofonia" e "stereofonico".
Brick In The Wall è un remix del brano dei Pink Floyd.

## Tracce
| 1  |  | Stereo: Intro     | 1:32 |
| 2  |  | Brick In The Wall | 4:03 |
| 3  |  | Stereo            | 3:50 |
| 4  |  | Rich Like Me      | 3:05 |
| 5  |  | Box Chevy: Part 2 | 4:45 |
| 6  |  | Break The Chain   | 3:52 |
| 7  |  | Phone Skit        | 1:25 |
| 8  |  | Gone              | 4:14 |
| 9  |  | Magic Man         | 4:03 |
| 10 |  | Burn Out          | 3:42 |
| 11 |  | Brown Sugar       | 4:55 |
| 12 |  | Run Johnny        | 3:15 |
| 13 |  | In The Cradle     | 3:15 |
| 14 |  | Heroine           | 4:03 |
| 15 |  | TNT               | 2:49 |
| 16 |  | Stereo: Outro     | 0:57 |
| 17 |  | Take It Easy      |      |